# Цецилия Метела Целер
Цецилия Метела Целер (на латински: Caecilia Metella Celer) е римска аристократка.

## Биография
Дъщеря е на Квинт Цецилий Метел Целер и съпругата му известната Клодия.
През 53 пр.н.е. Метела Целер се омъжва за Публий Корнелий Лентул Спинтер, консервативен политик близък на семейството на баща ѝ. Подобно на майка си и тя не е удовлетворена от простичкия живот на благоприлична съпруга. Скоро след брака си започва любовна връзка с Публий Корнелий Долабела, човек от противоположния на мъжът и политически спектър. Спинтер се развежда с нея през 45 пр.н.е., което предизвиква огромен скандал. Цицерон злобно разисква аферата в писанията си, защото по това време дъщеря му Тулия е съпруга на Долабела.
Метела Целер се връща при семейството си изключително опозорена. Тя все още е млада и много красива. Братовчедите и не се колебаят да я използват в политически конспирации. Метела прелъстява няколко от най-близките приятели на Юлий Цезар, със задачата да успее да изчисти семейното си име, след поражението на оптиматите в битките при Фарсала и Мунда. Сред нейните не-политически любовници е поет на име Тицида (Ticida), който пише за нея давайки и името Перила (Perilla – растение). Последният и известен любовник е човек на име Езопон (Aesopo), богат член на съсловието на конниците, който подпомагал Цецилии Метелиите в продължение на няколко години. Не е известно кога е починала.